# Arroyo Itacaruaré
Arroyo Itacaruaré är ett periodiskt vattendrag i Argentina.   Det ligger i provinsen Misiones, i den nordöstra delen av landet, 800 kilometer norr om huvudstaden Buenos Aires.
Omgivningen kring Arroyo Itacaruaré består huvudsakligen av våtmarker och området är glesbefolkat, med 12 invånare per kvadratkilometer.